# Philometra filiformis
Philometra filiformis is een rondwormensoort uit de familie van de Philometridae. De wetenschappelijke naam van de soort is voor het eerst geldig gepubliceerd in 1896 door Stossich.